# Міст (телесеріал, 2013)
Міст (телесеріал) (англ. The Bridge) — американський кримінальний телесеріал продюсерів Мередіт Стем (англ. Meredith Stiehm), Елвода Рейда (англ. Elwood Reid), продукції Shine America для телеканалу FX. Адаптований шведсько-данський серіал «Міст».

## Сюжет
Посеред ночі на прикордонному мості біля міст американського Ель-Пасо, Техас і мексиканського Сьюдад-Хуарес, Чіуауа гасне світло. Після цього на лінії кордону находять труп жінки, який, як згодом виявилось, склали з двох трупів. Розслідування розпочинають детективи мексиканський Марко Руїз і американський Соня Кросс, котрі мають протилежний підхід до методів роботи, життя. Та розслідування злочинів серійного вбивці їх зближує. Розслідування ускладнює корупція, діяльність мексиканських наркокартелів.

### Історія зйомок
Канал FX у липні 2012 замовив пілотний епізод серіалу, який знімали в районі Ель-Пасо до грудня 2012. Shine America пропонувала для відповідності зимовим подіям оригіналу перенести дію на міст поміж американським Детройтом і канадським Віндзор. Але автори переконали перенести дію на «Міст Америк» (англ. Bridge of the Americas). Роботу над першим сезоном розпочалась у квітні 2013, причому лікар Алекс Планк (англ. Alex Plank) з Wrong Planet був консультантом поведінки Соні Кросс з синдромом Аспергера. Після першого сезону Мередіт покинула серіал заради роботи в газеті і над її попереднім серіалом «Cold Case».
Телеканал FX замовив 24 вересня 2013 другий сезон серіалу, прем'єра якого відбулась 9 липня 2014 року.
У червні 2013 пілотні серії отримали нагороди Вибір телевізійної премії Critics' для найбільш захоплюючих нових серій; Golden Reel Award 2013 за найкращий монтаж звуку в телебаченні, Peabody Award 2013.

## У ролях
- Діане Крюгер — Соня Кросс, детектив Департаменту поліції Ель Пасо, має синдром Аспергера (23 серії, 2013—2014)
- Деміан Бішір — Марко Руїс, детектив відділу вбивств поліції (Policía Estatal) штату Чіуауа (23 серії, 2013—2014)
- Тед Левайн — лейтенант Хенк Уейд, начальник Соні Кросс, яку часто консультує, вмовляє бути біль дипломатичною (23 серії, 2013—2014)
- Аннабет Гіш — Шарлотта Міллрайт, яка успадкувала після смерті чоловіка разом з прикордонним ранчо тунель наркоторговців (23 серії, 2013—2014)
- Том Райт — Стів Ліндер, «самотні вовк», що виживає на пограниччі (22 серії, 2013—2014)
- Меттью Ліллард — Даніель Фрей, репортер «El Paso Times», чию кар'єру зіпсували наркотики і пияцтво (21 серія, 2013—2014)
- Емелі Ріос — Андріана Мендес, журналістка «El Paso Times», співпрацює з Фреєм, уродженка Хуарес (20 серій, 2013—2014)
- Рамон Франко — Фаусто Кальван, голова наркокартелю (19 серій, 2013—2014)
- Браян Ван Голт — Рей Бертон, коханець Шарлотти, що опікується тунелем (10 серій, 2013—2014)
- Франка Потенте — Елеонора Нахт, вирішує справи картелю (9 серій, 2013—2014)
- Абрахам Бенрубі — агент Джо Макензі, від (DEA) намагається схопити Фаусто (9 серій, 2013—2014)